# Nils Karlsson
Nils Emanuel Karlsson detto Mora-Nisse (Östnor, 25 giugno 1917 – Mora, 16 giugno 2012) è stato un fondista svedese.

## Biografia
Nato a Östnor di Mora e specialista delle lunghe distanze, per un intero decennio (1943-1953) dominò la Vasaloppet, allora limitata agli atleti svedesi. Karlsson la vinse nove volte: la prima nel 1943, l'ultima nel 1953 e sette consecutive dal 1945 al 1951; grazie a tale successi fu soprannominato "Mora-Nisse", dalla sua città natale e dal diminutivo del suo nome, che è anche il nome di un folletto del folclore scandinavo. Vinse due volte, nel 1947 e nel 1951, la 50 km del Trofeo Holmenkollen.
In carriera prese parte a due edizioni dei Giochi olimpici invernali, Sankt Moritz 1948 (5° nella 18 km, 1° nella 50 km con il tempo di 3:47:48,0, staccando il secondo classificato, il connazionale Harald Eriksson, di più quattro minuti) e Oslo 1952 (5° nella 18 km, 6° nella 50 km) e a una dei Campionati mondiali, Lake Placid 1950, dove vinse la medaglia di bronzo nella 50 km posizionandosi dietro ai connazionali Gunnar Eriksson e Enar Josefsson.

## Palmarès
- 1 medaglia, valida anche ai fini iridati:
  - 1 oro (50 km a Sankt Moritz 1948)

### Mondiali
- 1 medaglia, oltre a quella conquistata in sede olimpica e valida anche ai fini iridati:
  - 1 bronzo (50 km a Lake Placid 1950)

## Riconoscimenti
Nel 1944 venne insignito della Medaglia d'oro dello Svenska Dagbladet e nel 1952 della Medaglia Holmenkollen.